# Opzij Top 100
De Opzij Top 100 Meest invloedrijke vrouwen wordt sinds 2009 jaarlijks samengesteld door het Nederlandse feministische maandblad Opzij om de maatschappelijke impact van vrouwen te onderstrepen en vergroten. Op basis van de mening van tientallen deskundigen worden topvrouwen uit een aantal sectoren opgelijst. Uit deze lijst kiezen jaarlijks wisselende juryleden elk een vrouw in tien categorieën. Per categorie wordt een winnaar bepaald en uit deze tien de Meest invloedrijke vrouw van het jaar.

## Geschiedenis
In 2009 lanceerde toenmalig Opzij-hoofdredacteur Margriet van der Linden de Opzij Top 100 waarmee ze meer bekendheid wilde geven aan vrouwen met macht en succes in hun werk. Deze erkenning van inspirerende vrouwen die zorgen voor verandering en vooruitgang kan gelden als de opvolger van de Harriët Freezerring die van 1978 tot 2007 werd uitgereikt door hetzelfde maandblad.
Tot 2013 was Margriet van der Linden juryvoorzitter. Na haar vertrek bij Opzij werd het voorzitterschap in 2014 overgenomen door oud-minister Sybilla Dekker. Datzelfde jaar werd ook eenmalig een Oeuvreprijs Machtige Vrouwen uitgereikt aan de 73-jarige, toenmalig eurocommissaris Neelie Kroes. Zij was toen al bijna vijftig jaar succesvol actief in verschillende rollen en functies en werd door de jury gezien als rolmodel voor vrouwen. Kroes was driemaal eerder winnaar in de categorie politiek.
Bij de bekendmaking van de invloedrijkste vrouw van 2015 gaf Opzij aan dat bij de samenstelling van de Opzij Top 100 vooral werd gekeken naar vrouwen met een functie, die macht met zich meedraagt, hoe zij die invloed gebruiken en hoe zichtbaar deze vrouwen zijn.

## Kritiek
Uit diverse hoeken is kritiek geuit op de eenzijdige samenstelling van de Opzij Top 100.
In 2009 las Raja Felgata een column voor bij de presentatie van de Opzij Top 100. Het viel haar op dat zowel de top 100 als het publiek in de zaal voornamelijk bestond uit witte vrouwen. Naar aanleiding van deze ervaring besloot ze een alternatieve top 100 te lanceren. In 2010 werd De Kleurrijke Top 100 (vanaf 2020 De Community Top 100) voor het eerst gepresenteerd, een jaarlijkse lijst van mensen die met hun verbindende werk, hun persoonlijkheid en hun visie een bijdragen leveren aan een inclusievere samenleving.
In 2015 bevestigde onderzoek naar de samenstelling van de Opzij Top 100 van 2014 dat 95% van de vrouwen wit was, 94% tussen de 40 en 65 jaar oud en bijna 90% academisch geschoold.

## Winnaars
|      | Meest invloedrijke vrouwen        | functie / motivatie | juryvoorzitter                            |
| ---- | --------------------------------- | --- | ----------------------------------------- |
| 2020 | Rebecca Gomperts                  | Arts, activist, oprichter Women on Waves en Women on Web |                                           |
| 2019 | Angela Maas                       | cardioloog en hoogleraar, als ‘cardiofeministe’ strijdt ze al ruim dertig jaar om de cardiologische zorg voor vrouwen te verbeteren                                                      | niet precies bekend wie er in de jury zat |
| 2018 | Bénédicte Ficq en Wanda de Kanter | advocaat en longarts, vanwege hun strijd tegen de tabaksindustrie |                                           |
| 2017 | Carin Gaemers                     | geschiedkundige en activist voor de gezondheidszorg, schreef met Hugo Borst een manifest over de ouderenzorg.                                                                            |                                           |
| 2016 | José van Dijck                    | hoogleraar, als eerste vrouwelijke president van de Koninklijke Nederlandse Akademie van Wetenschappen (KNAW) heeft ze gezorgd voor meer diversiteit in de wetenschap.                   | Sybilla Dekker                            |
| 2015 | Jeanine Hennis-Plasschaert        | politicus, als eerste vrouwelijke minister van Defensie wist ze de jarenlange bezuinigingen op een cruciaal moment een halt toe te roepen.                                               | Sybilla Dekker                            |
| 2014 | Herna Verhagen                    | CEO PostNL, niet alleen een uitstekend leider, bouwer en verbinder; weet op zeer sympathieke wijze ook de vrouwenzaak op een natuurlijke en gezaghebbende manier naar voren te brengen." | Sybilla Dekker                            |
| 2013 | Edith Schippers                   | politicus, minister Volksgezondheid, welzijn en Sport | Margriet van der Linden                   |
| 2012 | Renée Jones-Bos                   | diplomaat, als secretaris-generaal van Buitenlandse zaken is zij ‘bepalend voor het aanzien van Nederland in het buitenland’                                                             | Margriet van der Linden                   |
| 2011 | Angelien Kemna                    | als hoofd beleggingen van pensioenuitvoerder APG | Margriet van der Linden                   |
| 2010 | Koningin Beatrix                  | vanwege de krachtige invulling van haar functie van staatshoofd en haar sleutelpositie in de complexe kabinetsformatie van dat jaar                                                      | Margriet van der Linden                   |
| 2009 | Agnes Jongerius                   | als FNV-voorzitter heeft zij een cruciale rol in een tijd van economische crisis | Margriet van der Linden                   |

## Per categorie
|                         | categorie                         | naam                                                              | functie |
| ----------------------- | --------------------------------- | ----------------------------------------------------------------- | --- |
| 2020                    |                                   |                                                                   | |
|                         | Cultuur                           | Naomie Pieter                                                     | choreograaf, activist: kick-out zwarte piet, Black Lives Matter Nederland, Black Queer & Trans Resistance Netherlands, organisator van de eerste Black Pride (Amsterdam, 25 juli 2020), winnaar van het Roze Lieverdje 2020. |
|                         | Media                             | Fidan Ekiz                                                        | Presentator |
|                         | Onderwijs & Wetenschap            | Hanneke Schuitemaker                                              | Hoogleraar virologie Universiteit van Amsterdam, Hoofd vaccinontwikkeling van farmaceut Janssen Vaccines & Prevention |
|                         | Bedrijfsleven                     | Herna Verhagen                                                    | CEO en voorzitter van de raad van bestuur PostNL |
|                         | Sport                             | Sifan Hassan                                                      | Atlete |
|                         | Non-profit                        | Rebecca Gomperts                                                  | Arts, activist, oprichter Women on Waves en Women on Web |
|                         | Tech                              | Marietje Schaake                                                  | Docent aan Stanford University en directeur internationaal beleid Cyber Policy Center |
|                         | Gezondheid                        | Marion Koopmans                                                   | Hoogleraar virologie Erasmus MC |
|                         | Politiek                          | Renske Leijten                                                    | Lid Tweede Kamer voor de SP |
|                         | Openbaar bestuur/orde             | Liesbeth Zegveld                                                  | Advocaat gespecialiseerd in aansprakelijkheid voor mensenrechtenschendingen, hoogleraar 'War Reparations' Universiteit van Amsterdam, lid van de Netherlands Committee Human Rights Watch.                                   |
| 2019                    |                                   |                                                                   | |
|                         | Bedrijfsleven                     | Simone Brummelhuis                                                | oprichter ondernemersnetwerk The Next Women, commissaris Schiphol en Rabobank |
|                         | Cultuur                           | Claudia de Breij                                                  | cabaretière |
|                         | Gezondheid                        | Angela Maas                                                       | cardioloog en hoogleraar cardiologie voor vrouwen, als ‘cardiofeministe’ strijdt ze al ruim dertig jaar om de cardiologische zorg voor vrouwen te verbeteren                                                                 |
|                         | Media                             | Angela de Jong                                                    | AD-columnist en televisierecensent |
|                         | Openbaar bestuur/orde             | Mariëtte Hamer                                                    | SER-voorzitter |
|                         | Politiek                          | Lilianne Ploumen                                                  | politicus voor de PvdA en oprichter van het fonds She Decides voor veilige abortussen, adequate kraamzorg en seksuele voorlichting.                                                                                          |
|                         | Sport                             | Sari van Veenendaal                                               | voetbalkeeper van het Nederlands vrouwenvoetbalelftal |
| 2018                    |                                   |                                                                   | |
|                         | Bedrijfsleven                     | Marry de Gaay Fortman                                             | commissaris DNB en KLM, voorzitter stichting Topvrouwen en partner Houthoffadvocaten |
| Cultuur                 | Ilse Warringa                     | actrice en scriptschrijver serie De Luizenmoeder                  | |
| Gezondheid              | Bénédicte Ficq en Wanda de Kanter | advocaat en longarts, vanwege hun strijd tegen de tabaksindustrie | |
| Media                   | Eva Jinek                         | presentator                                                       | |
| Non-profit              | Shirin Musa                       | oprichter en directeur Femmes for Freedom                         | |
| Onderwijs en wetenschap | Beatrice de Graaf                 | hoogleraar internationale en politieke geschiedenis               | |
| Openbaar bestuur/orde   | Margrite Kalverboer               | kinderombudsman                                                   | |
| Politiek                | Lilianne Ploumen                  | politicus en trekker She Decides                                  | |
| Sport                   | Bibian Mentel                     | snowboarder                                                       | |
| Tech                    | Lotte de Bruijn                   | directeur Nederland ICT                                           | |
| 2017                    |                                   |                                                                   | |
|                         | Bedrijfsleven                     | Marjan van Loon                                                   | president-directeur Shell |
|                         | Cultuur                           | Romana Vrede                                                      | acteur en theatermaker |
|                         | Gezondheidszorg                   | Carin Gaemers                                                     | onderzoeker Historisch Tijdschrift Holland |
|                         | Goede doelen                      | Lilianne Ploumen                                                  | oprichter She Decides |
|                         | Justitie en Openbare Orde         | Sigrid Kaag                                                       | minister voor Buitenlandse Handel en Ontwikkelingssamenwerking en voormalig diplomaat bij de VN in Libanon |
|                         | Media                             | Janine Abbring                                                    | programmamaker en presentator |
|                         | Ondernemers                       | Désirée van Boxtel, Hadewych Cels en Cilian Jansen Verplanke      | Karmijn Kapitaal |
|                         | Onderwijs en Wetenschap           | Eveline Crone                                                     | hoogleraar Neurocognitieve Ontwikkelingspsychologie |
|                         | Openbaar bestuur                  | Kajsa Ollongren                                                   | minister van Binnenlandse Zaken in het kabinet Rutte III |
|                         | Politiek                          | Khadija Arib                                                      | voorzitter van de Tweede Kamer |
| 2016                    |                                   |                                                                   | |
|                         | Bedrijfsleven                     | Susan Duinhoven                                                   | bestuursvoorzitter Sanoma |
|                         | Cultuur en Media                  | Cathelijne Broers                                                 | directeur Hermitage Amsterdam en de Nieuwe Kerk |
|                         | Gezondheidszorg                   | Pauline Meurs                                                     | voorzitter van de Raad voor de Volksgezondheid en Samenleving |
|                         | Goede doelen                      | Sigrid van Aken                                                   | directeur Goede Doelen Loterijen en COO Novamedia |
|                         | Justitie en Openbare Orde         | Sigrid Kaag                                                       | diplomaat bij de VN, speciale gezant voor Libanon |
|                         | Ondernemers                       | Francine Houben                                                   | oprichter en creatief directeur van architectenbureau Mecanoo |
|                         | Onderwijs en Wetenschap           | José van Dijck                                                    | president van de KNAW en hoogleraar vergelijkende mediawetenschappen |
|                         | Openbaar bestuur                  | Renée Jones-Bos                                                   | ambassadeur in Rusland |
|                         | Politiek                          | Khadija Arib                                                      | voorzitter van de Tweede Kamer |
|                         | Toezichthouders                   | Petri Hofsté                                                      | commissaris bij o.a. Achmea, Fugro, Kas Bank, BNG Bank |
| 2015                    |                                   |                                                                   | |
|                         | Bedrijfsleven                     | Else Bos                                                          | bestuursvoorzitter PGGM |
|                         | Cultuur en Media                  | Birgit Donker                                                     | directeur Mondriaan Fonds |
|                         | Gezondheidszorg                   | Pauline Meurs                                                     | voorzitter van de Raad voor de Volksgezondheid en Samenleving |
|                         | Goede doelen                      | Sigrid van Aken                                                   | directeur Goede Doelen Loterijen en COO Novamedia |
|                         | Justitie en Openbare Orde         | Sigrid Kaag                                                       | diplomaat bij de VN, speciale gezant voor Libanon |
|                         | Ondernemers                       | Ingrid Faber                                                      | ondernemer palletproducent Faber Halbertsma Groep |
|                         | Onderwijs en Wetenschap           | Louise Fresco                                                     | bestuursvoorzitter Wageningen UR, kroonlid SER en hoogleraar Universiteit van Amsterdam |
|                         | Openbaar bestuur                  | Manon Leijten                                                     | secretaris-generaal van het ministerie van Financiën |
|                         | Politiek                          | Jeanine Hennis-Plasschaert                                        | politicus, als eerste vrouwelijke minister van Defensie wist ze de jarenlange bezuinigingen op een cruciaal moment een halt toe te roepen.                                                                                   |
|                         | Toezichthouders                   | Margot Scheltema                                                  | commissaris van De Nederlandsche Bank |
| 2014                    |                                   |                                                                   | |
|                         | Bedrijfsleven                     | Herna Verhagen                                                    | CEO PostNL |
|                         | Goede doelen                      | Sigrid van Aken                                                   | operationeel directeur van Novamedia |
|                         | Justitie en Openbare Orde         | Connie van Altena                                                 | staatsraad bij de afdeling bestuursrechtspraak van de Raad van State |
|                         | Media en Cultuur                  |                                                                   | |
|                         | Ondernemers                       | Marlies van Wijhe                                                 | familiebedrijf Van Wijhe Verf |
|                         | Onderwijs en Wetenschap           | Louise Gunning                                                    | voorzitter van het college van bestuur van de UvA, kroonlid van de Sociaal-Economische Raad |
|                         | Toezichthouders                   | Marike van Lier Lels                                              | beroepscommissaris |
| 2013                    |                                   |                                                                   | |
|                         | Bedrijfsleven                     | Else Bos                                                          | voorzitter van raad van bestuur van de PGGM |
|                         | Cultuur                           |                                                                   | |
|                         | Gezondheidszorg                   | Pauline Meurs                                                     | voorzitter van de Raad voor de Volksgezondheid en Zorg, |
|                         | Goede doelen                      |                                                                   | |
|                         | Justitie & Openbare orde          | Sascha Prechal                                                    | rechter bij het Hof van Justitie |
|                         | Media                             | Shula Rijxman                                                     | lid van raad van bestuur van de Nederlandse Publieke Omroep |
|                         | Onderwijs en Wetenschap           | Louise Gunning                                                    | voorzitter van het college van bestuur van de UvA, kroonlid van de Sociaal-Economische Raad |
|                         | Openbaar bestuur                  |                                                                   | |
|                         | Politiek                          | Edith Schippers                                                   | politicus, minister Volksgezondheid, welzijn en Sport |
|                         | Sport                             | Esther Vergeer                                                    | toptennisser |
| 2012                    |                                   |                                                                   | |
|                         | Bedrijfsleven                     | Angelien Kemna                                                    | chief investment officer van APG en de meest invloedrijke vrouw in 2011. |
|                         | Cultuur                           | Birgit Donker                                                     | directeur Mondriaan fonds en oud-hoofdredacteur NRC. |
|                         | Gezondheidszorg                   | Pauline Meurs                                                     | bijzonder hoogleraar Erasmus Universiteit |
|                         | Goede doelen                      | Sigrid van Aken                                                   | directievoorzitter Goede Doelen Loterijen |
|                         | Justitie & Openbare orde          | Sacha Prechal                                                     | rechter bij het Hof van Justitie |
|                         | Media                             | Nancy McKinstry                                                   | CEO en bestuursvoorzitter Wolters Kluwer |
|                         | Onderwijs en Wetenschap           | Louise Gunning                                                    | voorzitter van het college van bestuur van de UvA |
|                         | Openbaar bestuur                  | Renée Jones-Bos                                                   | secretaris-generaal van het ministerie van Buitenlandse Zaken |
|                         | Politiek                          | Neelie Kroes                                                      | eurocommissaris |
|                         | Sport                             | Heleen Crielaard                                                  | hoofd sponsoring Rabobank |
| 2011                    |                                   |                                                                   | |
|                         | Bedrijfsleven                     | Angelien Kemna                                                    | hoofd beleggingen van pensioenuitvoerder APG |
|                         | Cultuur                           | Henriëtte Post                                                    | |
|                         | Gezondheidszorg                   | Louise Gunning                                                    | |
|                         | Goede doelen                      | Adriana Esmeijer                                                  | |
|                         | Justitie & Openbare orde          | Wilhelmina Thomassen                                              | |
|                         | Media                             | Linda de Mol                                                      | |
|                         | Openbaar bestuur                  | Agnes Jongerius                                                   | |
|                         | Onderwijs en Wetenschap           | Louise Fresco                                                     | |
|                         | Politiek                          | Neelie Kroes                                                      | eurocommissaris |
|                         | Sport                             | Heleen Crielaard                                                  | |
| 2010                    |                                   |                                                                   | |
|                         | Bedrijfsleven                     | Angelien Kemna                                                    | hoofd beleggingen van pensioenuitvoerder APG |
|                         | Cultuur                           |                                                                   | |
|                         | Gezondheidszorg                   |                                                                   | |
|                         | Goede doelen                      | Sigrid van Aken                                                   | directievoorzitter Goede Doelen Loterijen |
|                         | Justitie & Openbare orde          |                                                                   | |
|                         | Media                             | Antoinette Hertsenberg                                            | presentator van Radar en Opgelicht?! |
|                         | Onderwijs en Wetenschap           | Henriëtte Maassen van den Brink                                   | hoogleraar economie aan de Universiteit Maastricht en de Universiteit van Amsterdam |
|                         | Openbaar bestuur                  | Koningin Beatrix                                                  | |
|                         | Politiek                          | Femke Halsema                                                     | fractieleider GroenLinks |
|                         | Sport                             |                                                                   | |
| 2009                    |                                   |                                                                   | |
|                         | Bedrijfsleven                     | Marjan Oudeman                                                    | voorzitter van directie Corus Nederland |
|                         | Cultuur                           | Els Swaab                                                         | voorzitter Raad van Cultuur |
|                         | Gezondheidszorg                   | Louise Gunning                                                    | bestuursvoorzitter Amsterdam Medisch Centrum |
|                         | Goede doelen                      | Adriana Esmeijer                                                  | directeur Prins Bernhard Cultuurfonds |
|                         | Justitie & Openbare orde          | Wilhelmina Thomassen                                              | lid van de Hoge Raad |
|                         | Media                             | Birgit Donker                                                     | hoofdredacteur NRC Handelsblad |
|                         | Openbaar bestuur                  | Agnes Jongerius                                                   | als FNV-voorzitter heeft zij een cruciale rol in een tijd van economische crisis |
|                         | Onderwijs en Wetenschap           | Henriëtte Maassen van den Brink                                   | econoom en hoogleraar aan de Universiteit Maastricht |
|                         | Politiek                          | Neelie Kroes                                                      | eurocommissaris |
|                         | Sport                             | Erica Terpstra                                                    | |

Aletta Jacobsprijs · Aletta van Nu Prijs · Anna Bijns Prijs · Colombina · Corrie Hermannprijs · Courbois-parel · Els Borst Netwerk Inspiratieprijs · Femme van het Jaar · Harriët Freezerring · Helena Rubinsteinprijs · Hilda van Suylenburg prijs · Johanna W.A. Naberprijs · Joke Smit-prijs · Kartiniprijs · Liesbeth van Dorsser Keusprijs · Liese Prokop-vrouwenprijs · Maria Tesselschadeprijs · Marie-Popelinprijs · Opzij Literatuurprijs · Opzij Top 100 -  Pieternel Rolprijs · Theo d'Or · Theo Mann-Bouwmeesterring · Theodora Niemeijer Prijs · Topvrouw van het jaar - De Triomf · Victorine Heftingprijs · Vrouw in de Media Award · Wilhelmina Druckerprijs · Women's Prize for Fiction · Zakenvrouw van het jaar · Zonta Award